# Yaoguan (köpinghuvudort i Kina, Jiangsu Sheng, lat 31,70, long 120,03)
Yaoguan (kinesiska: 遥观, 遥观镇) är en köpinghuvudort i Kina. Den ligger i provinsen Jiangsu, i den östra delen av landet, omkring 120 kilometer öster om provinshuvudstaden Nanjing. Antalet invånare är 100 065. Befolkningen består av 45 763 kvinnor och 54 302 män. Barn under 15 år utgör 12,0 %, vuxna 15-64 år 81 %, och äldre över 65 år 6,0 %.
Runt Yaoguan är det tätbefolkat, med 913 invånare per kvadratkilometer. Närmaste större samhälle är Changzhou, 11,1 km nordväst om Yaoguan. Trakten runt Yaoguan består till största delen av jordbruksmark.
Genomsnittlig årsnederbörd är 1 390 millimeter. Den regnigaste månaden är juli, med i genomsnitt 250 mm nederbörd, och den torraste är januari, med 38 mm nederbörd.